# William Davis (artista)
William Davis (Dublino, 1812 – 1873) è stato un pittore irlandese.

## Biografia
Nacque a Dublino dove ricevette la sua educazione artistica. Iniziò la sua carriera come ritrattista, Si trasferì nel 1842 a Liverpool e iniziò a esporre alla Liverpool Academy. Nel 1851 iniziò a esporre alla Royal Academy di Londra, dipingendo nature morte e paesaggi. 
Influenzato dal movimento artistico e letterario dei Preraffaeliti, nel libro The Pilgrimage of the Tiber from its surce (Londra, 1873) raccontò l'escursione a piedi o a dorso di mulo alle sorgenti del Tevere partendo dalla foce, accompagnato dall'amico Edgar Barklay, anche lui pittore e, dopo Perugia, dal celebre Elihu Vedder. A Perugia, accompagnato da Vedder e ancora in compagnia del giovane Barklay, fecero escursioni nei dintorni; «al Trasimeno, ad Assisi, al Clitunno dove spesso  seduti tra gli olivi ammirarono e disegnarono i paesaggi umbri».La sua scrittura è spesso fatta di immagini evocative, come ad esempio, la descrizione della natura che circondava il Castello Bufalini di San Giustino Umbro: «Il castello era circondato da caratteristici giardini con molte piante di limone i cui frutti s'accendevano nel folto fogliame»